# Deutscher Kurzwellensender Atlantik

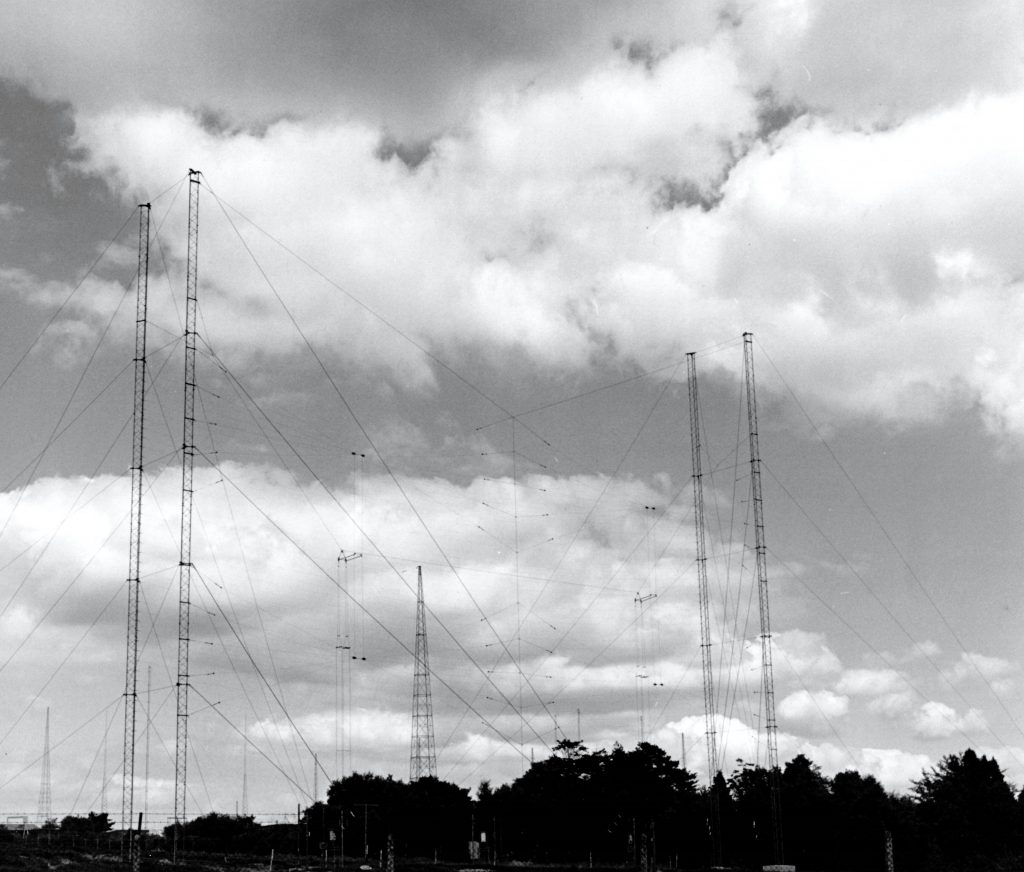
Las antenas de la Aspidistra.

La Deutscher Kurzwellensender Atlantik (en alemán: «Radio de onda corta alemana del Atlántico»), conocida popularmente como Atlantiksender (en alemán: «Canal del Atlántico»), fue una estación de radio de propaganda británica que estuvo en funcionamiento durante la Segunda Guerra Mundial. La estación fue idea de Sefton Delmer del Political Warfare Executive y transmitió desde Aspidistra en Sussex, Inglaterra, entre 1943 y 1945. La señal de transmisión de la estación de radio era lo suficientemente fuerte para ser recibida en todo el Océano Atlántico y así llegar a su audiencia prevista: los submarinistas alemanes. La estación transmitía música de baile popular de Alemania y los EE. UU., así como noticias detalladas de Alemania. Atlantiksender se centró principalmente en aspectos que tenderían a reducir la moral de los submarinistas de la Kriegsmarine y a tratar de convencerlos de que los Aliados sabían todo sobre sus operaciones y estrategias militares diarias y generales.

## Establecimiento

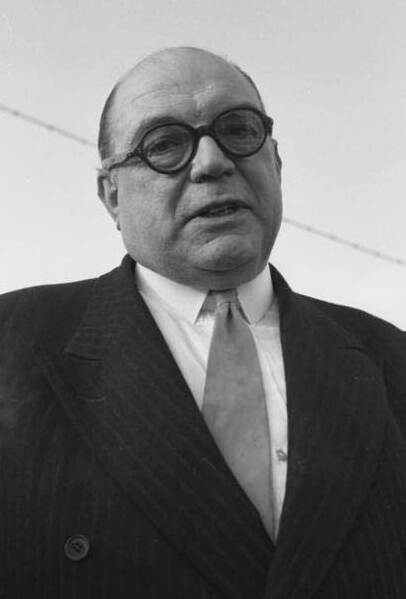
Delmer, fotografiado en 1958.

El Deutscher Kurzwellensender Atlantik fue dirigido por Sefton Delmer, excorresponsal en Berlín del Daily Express, para el Political Warfare Executive (PWE) del gobierno británico. Delmer había concebido una estación de propaganda que transmitiera a los marineros alemanes a fines de 1942 y solicitó permiso a Donald McLachlan, jefe de la subsección de propaganda NID 17Z de la División de Inteligencia Naval, durante un almuerzo con mucho alcohol alrededor de Navidad. La idea fue luego defendida por el jefe del PWE, Bruce Lockhart.

## Operación
Delmer recibió permiso para utilizar Aspidistra, un gran conjunto de antenas cerca de Maresfield, Sussex, que había sido construido por la Radio Corporation of America. Aunque según el relato de Delmer la emisora empezó a transmitir el 5 de febrero de 1943, en realidad empezó el 22 de marzo. Transmitió entre las 6 p. m. y las 8 a. m. todos los días en varios canales de onda corta, incluidos 6210, 9545 y 9760. La antena de Aspidistra transmitía una potente señal de 700 kilovatios que permitía captarla hasta muy lejos en el Océano Atlántico, llegando incluso a la costa este de los Estados Unidos. Delmer también utilizó Aspidistra para transmitir Soldatensender Calais, una estación similar dirigida a las fuerzas terrestres alemanas en Europa. La estación ha sido categorizada como propaganda negra, pretendiendo ser una estación de radio alemana pero transmitiendo información destinada a socavar la moral alemana, y como propaganda gris, al no tener ninguna afiliación declarada. Su enfoque particular fue la transmisión a las tripulaciones de los U-Boot alemanes.

### Personal

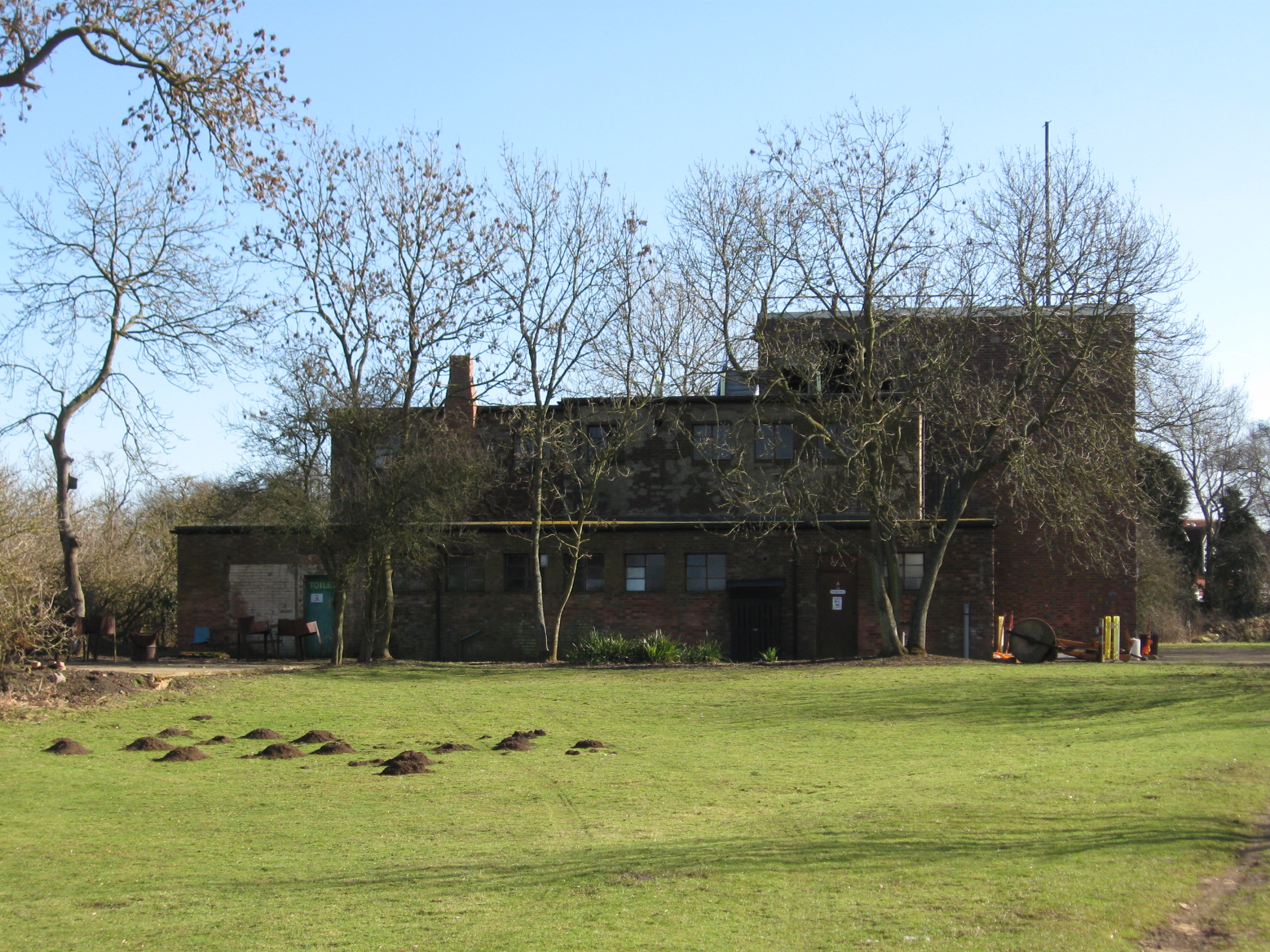
El estudio de Milton Bryan.

Para lograr sus objetivos, Delmer reunió un equipo variado que trabajó en transmisiones desde un recinto seguro en Milton Bryan en Bedfordshire. Entre ellos se encontraba el clasicista y agente de inteligencia Courtenay Edward Stevens, que había ideado el motivo de la «V de Victoria» (la Quinta Sinfonía de Beethoven) para las transmisiones abiertas de los Aliados. Muriel Spark también trabajó para la estación y se basó en su experiencia para su novela de 1973 The Hothouse by the East River. La actriz alemana Agnes Bernelle prestó su atractiva voz femenina a la emisora bajo el nombre de «Vicky».
Delmer intentó hacer que la estación fuera lo más creíble posible, incluyendo el uso de hablantes fluidos de alemán y lo último en jerga militar alemana. Para lograr esto, algunos de los empleados eran desertores alemanes, entre ellos Otto John, Hans-Walter Zech-Nenntwich y Wolfgang Gans zu Putlitz. Delmer buscó reclutas entre los prisioneros de guerra (POW) retenidos en Gran Bretaña, ya que estos hombres tendrían conocimiento de la jerga militar, los procedimientos operativos y las preocupaciones de los marineros alemanes. Estos hombres trabajaban en la estación pero, técnicamente, seguían siendo prisioneros. El personal alemán de la estación trabajaba bajo un alias que impedía su identificación y les permitía regresar a casa después de la guerra sin recriminaciones.

### Informes de noticias
La estación proporcionó noticias alemanas actualizadas, proporcionadas por NID 17Z. Esto incluía la retransmisión de noticias recogidas de estaciones de radio alemanas oficiales monitoreadas por la BBC y tomadas de un teletipo aún activo dejado en el Deutsches Nachrichtenbüro oficina de noticias al comienzo de la guerra. El Ministerio del Aire proporcionó detalles de los bombardeos aliados sobre Alemania, que a menudo se informaban con gran detalle y gran precisión. Las noticias también contenían informes de países aliados y neutrales sobre el buen trato brindado a los desertores alemanes. Una noticia típica era «médicos valientes luchan contra la difteria en los campos de niños alemanes», aparentemente una buena noticia sobre médicos que trabajaban duro pero que tenía la intención de preocupar a los marineros sobre las condiciones en su país.
También se transmitieron elementos de carácter más personal, como los resultados de los partidos de fútbol entre las tripulaciones de los submarinos en su base de Saint-Nazaire, incluidos los apodos personales de los jugadores. Un exlibrero, Frank Lyndner, mantenía una base de datos con datos personales extraídos de cartas de prisioneros de guerra alemanes para permitir a la estación anunciar nacimientos, muertes y matrimonios, transferencias, promociones y medallas relacionadas con el servicio submarino. Charles Wheeler, que hablaba alemán con fluidez y más tarde fue periodista de la BBC, recorrió campos de prisioneros de guerra para recopilar historias personales sobre bares y burdeles para incluirlas en sus transmisiones.

### Música
Para hacer la estación atractiva para los oyentes, transmitió lo último en música de baile popular, bajo la dirección del disc jockey principal Alexander Maass. Las últimas grabaciones alemanas fueron traídas desde Estocolmo en rápidos aviones De Havilland Dh.98 Mosquito de la RAF. Los registros estadounidenses populares fueron proporcionados por la Oficina de Servicios Estratégicos, una agencia de inteligencia de Estados Unidos. La banda de Henry Zeisel proporcionaba música para la estación; los músicos habían sido capturados mientras brindaban entretenimiento al Afrika Korps en el norte de África. La música adicional fue proporcionada por la banda de los Royal Marines. La cantante nacida en Alemania Marlene Dietrich cantó algunas canciones alemanas para su emisión en lo que, según le dijeron, era una estación de Voz de América dirigida por Estados Unidos.

## Impacto
La mayoría de los oyentes alemanes reconocieron que la estación era de origen aliado, pero continuaron escuchándola debido a la calidad del material de su transmisión y la prefirieron a las estaciones de propaganda alemanas. Las noticias transmitidas por la emisora tenían amplia credibilidad entre sus oyentes alemanes. El nivel de detalle reportado tenía como objetivo demostrar que la inteligencia británica sabía tanto sobre las operaciones alemanas que no tenía sentido que los alemanes capturados ocultaran nada durante el interrogatorio. En una ocasión, la inteligencia británica detectó un aumento de la actividad naval alemana en la región de Gironda y supuso que podría tratarse de un intento de los barcos de abrirse paso hacia el Extremo Oriente; esta información se transmitió a la estación, que emitió un programa especial de música japonesa y china. Un piloto de la Luftwaffe capturado utilizó el incidente como ejemplo de por qué no tenía sentido ocultar secretos a sus interrogadores británicos.
El 29 de abril de 1945, en los últimos días de la guerra en Europa, la emisora hizo un llamamiento a los submarinos para que «pusieran fin a esto» (Schluß zu machen), pero el llamamiento no tuvo éxito.